# Кротюк, Василий Куприянович
Василий Куприянович Кротюк (14 января 1910 — 2 марта 1982) — Герой Советского Союза, командир 705-го стрелкового полка (121-я стрелковая дивизия, 60-я армия), полковник.

## Биография
Василий Куприянович Кротюк родился 14 января 1910 года в селе Добрая (ныне — Маньковского района Черкасской области) в крестьянской семье. Украинец.
Окончив семилетнюю школу в 1924 году, Василий Кротюк работал заведующим сельским клубом.
В 1932 году был призван в ряды РККА. В 1936 году окончил курсы младших лейтенантов и затем служил на Дальнем Востоке.
Принимал участие в Хасанских боях.
В 1938 году вступил в ВКП(б).

## Участие в Великой Отечественной войне

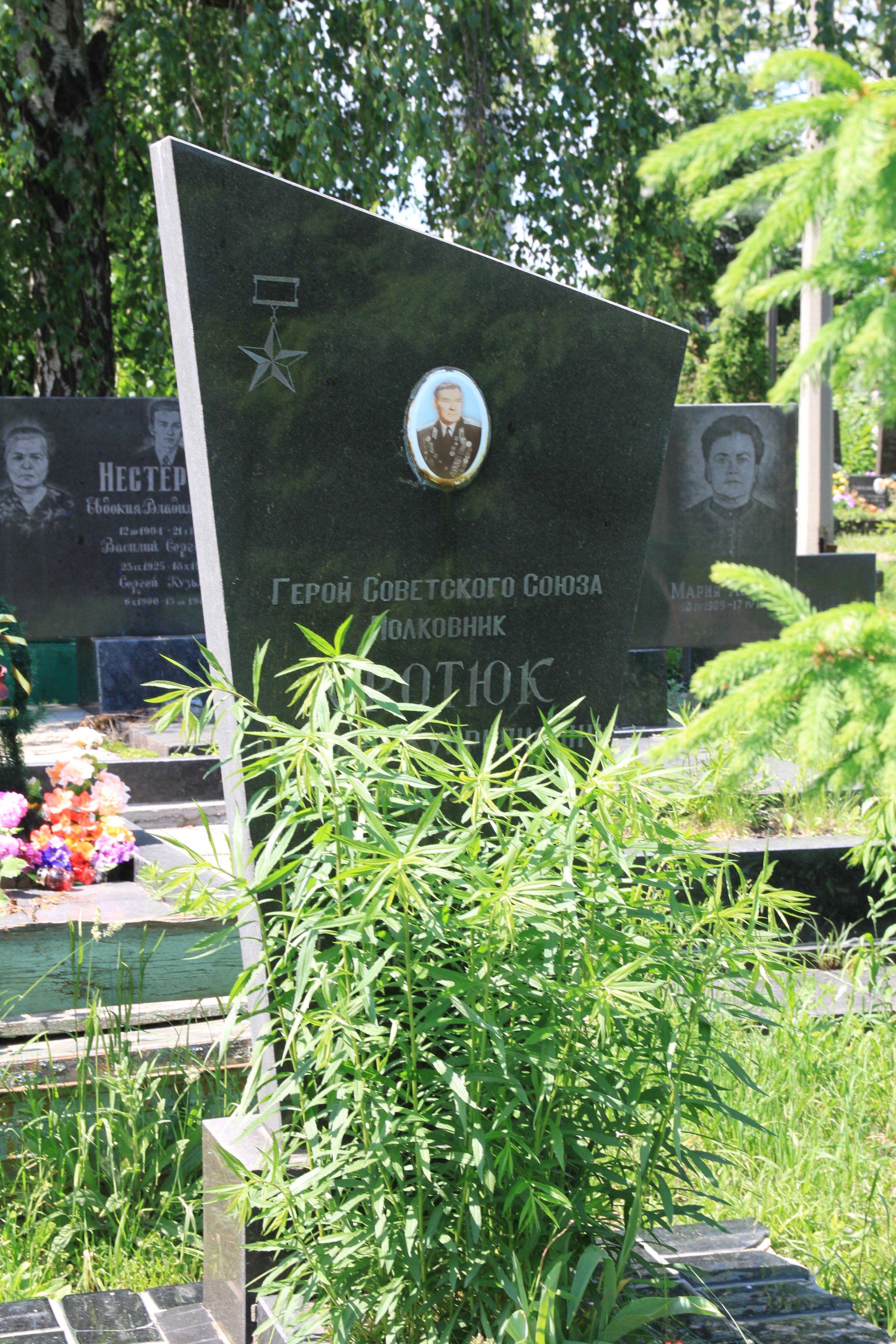
Могила Кротюка на Лукьяновском военном кладбище Киева.

В Великой Отечественной войне Василий Костюк принимал участие с августа 1941 года.
С назначением в 1942 году на должность командира курсантского батальона Кротюк был направлен на Воронежское направление, где гитлеровцы рвались к Сталинграду и Кавказу.
Во время Курской битвы 705-й стрелковый полк Василия Кротюка, находившийся на самом дальнем выступе Курской дуги, неоднократно отбивал атаки гитлеровцев, которые постоянно пытались убрать клин полка, который врезался в немецкую оборону.
Командующий 60-й армией генерал Иван Данилович Черняховский возлагал большую надежду на солдат 705-го стрелкового полка и перед началом одного из самых крупных сражений прибыл в расположение полка и оказал необходимую поддержку полку огневыми средствами.
Воины 705-го стрелкового полка показали невиданную стойкость в непрерывном двухнедельном бою, а затем перешли в наступление и неотступно преследовали врага, пока не вышли к Днепру.
В конце сентября 1943 года 705-й стрелковый полк вышел к Днепру севернее Киева и 27 сентября стал переправляться через реку на подручных средствах. Оборонявшиеся немецкие войска вели непрерывный огонь из орудий и пулемётов, бомбили с воздуха. К утру 28 сентября большая часть подразделений 705-го полка удерживала и расширяла на правом берегу Днепра плацдарм глубиной до 500 метров и по фронту 600 метров. Гитлеровцы не раз переходили в контратаку, бросая пехоту и танки, но полк Василия Кротюка удерживал позиции.
Указом № 1100 Президиума Верховного Совета СССР от 17 октября 1943 года за мужество и героизм, проявленные при форсировании Днепра, захвате и расширении плацдарма на его правом берегу полковнику Василию Куприяновичу Кротюку присвоено звание Героя Советского Союза с вручением ордена Ленина и медали «Золотая Звезда».
В бою под Прагой Василий Кротюк был тяжело ранен и длительное время лечился в госпиталях.

## Послевоенная карьера
Демобилизовавшись из армии в 1946 году, инвалид второй группы Василий Кротюк переехал в Киев. Там он принимал участие в трудовой жизни и военно-патриотическом воспитании среди молодежи.
Василий Куприянович Кротюк умер 2 марта 1982 года. Похоронен в Киеве на Лукьяновском военном кладбище.

## Награды
- Медаль «Золотая Звезда»; (17.10.1943)[1]
- орден Ленина; (17.10.1943)[1]
- орден Красного Знамени; (30.04.1944)[1]
- орден Красного Знамени (03.07.1945)[1]
- орден Суворова 3-й степени; (21.09.1943)[1]
- орден Отечественной войны 1-й степени; (02.07.1945)[1]
- орден Отечественной войны 2-й степени; (17.02.1943)[1]
- орден Красной Звезды; (10.03.1943)[1]
- медаль За боевые заслуги (03.11.1944)[1]
- медаль За победу над Германией в Великой Отечественной войне (02.07.1945)[1]
- Знак «Участнику Хасанских боёв»